# Mafdet
Mafdet (także Mefdet, Maftet) – w egipskiej mitologii bogini opiekunka faraonów i boga Ra.

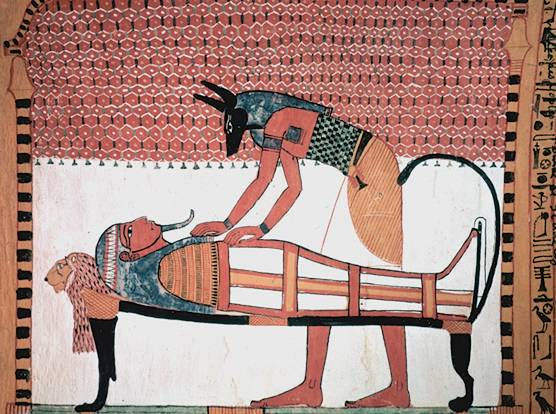
Anubis pochylający się nad mumią Sennedjema, leżącej na ciele bogini Mafdet

## Wizerunek
Przedstawiana najczęściej jako człowiek z głową karakala, rzadziej z głową geparda, lwicy lub pantery.

## Mitologia
Kult Mafdet był ściśle powiązany z kultem Ra, gdyż najprawdopodobniej bogini była opiekunką Ra. Starożytny Egipcjanie uważali, że chroniła ona świat przed wężami (które były wrogami Ra) i skorpionami.

## Kult
Czczona była już w czasach I dynastii, z czasem jej kult coraz bardziej zanikał. Czcili ją szczególnie faraonowie, gdyż była ich opiekunką. W piramidzie faraona Unisa znajdują się liczne prośby do bogini. Pod koniec Starego Państwa jej kult został wyparty przez kult bogini Bastet. W jednym ze zwojów epoki Nowego Państwa napisane jest, że bogini była jednym z sędziów podczas procesu ważenia dusz.